# Магсудзаде, Анар Ильгар оглы
Анар Ильгар оглы Магсудзаде (азерб. Maqsudzadə Anar İlqar oğlu, род. 9 февраля 1996 года, село Лекит, Гахский район, Азербайджан) — азербайджанский волейболист, либеро команды «Гах» а также юношеской (U-20) и национальной сборной Азербайджана.

## Биография
Родившийся 9 февраля 1996 года Анар Магсудзаде начал заниматься волейболом в возрасте 13 лет в средней школе родного города Гах, под руководством тренера Эльшана Гаджиева. С 2011 года является студентом Бакинского государственного социально-экономического колледжа. 

## Клубная карьера
- 2013— н.в. — «Гах»

С 2013 года выступает в команде «Гах», представляющую в чемпионате Азербайджана Гахский район и ведущую борьбу в зоне II, наряду с представителями команд из городов Шеки, Балакен, Закаталы, Огуз, Габала, Исмаиллы, Барда, Лачин, Агдам, Агджабеди, Мингячевир и Тертер.

## Сборная Азербайджана
С 2012 года является одним из основных игроков юношеской (U-20) и национальной сборной Азербайджана по волейболу. В юношеской сборной выступает под №6, в национальной под №9.
3 и 4 января 2014 года, в составе юношеской сборной Азербайджана принял участие в первом квалифиционном раунде Чемпионата Европы 2014 года, где сыграл против сборных Норвегии и Англии.